# 上津湖
上津湖是一个位于中国湖北省石首县的湖泊，面积约为16平方千米，平均水深约为1.5米，蓄水量约为3380万立方米。